# Fouligny
Fouligny [fuliɲi] (deutsch Füllingen, fränkisch Fillingen) ist eine französische Gemeinde mit 192 Einwohnern (Stand 1. Januar 2022) im Département Moselle in der Region Grand Est (bis 2015 Lothringen).

## Geographie
Die Gemeinde liegt in Lothringen am linken Ufer der Deutschen Nied, etwa 26 Kilometer östlich von Metz, zwölf Kilometer südlich von Boulay-Moselle (Bolchen) und zehn Kilometer nordwestlich von Faulquemont (Falkenberg) sowie  40 Kilometer von Saarbrücken entfernt.
Durch die Gemarkung verläuft die Nationalstraße N3 zwischen Saint-Avold (Sankt Avold) und Metz.

## Geschichte

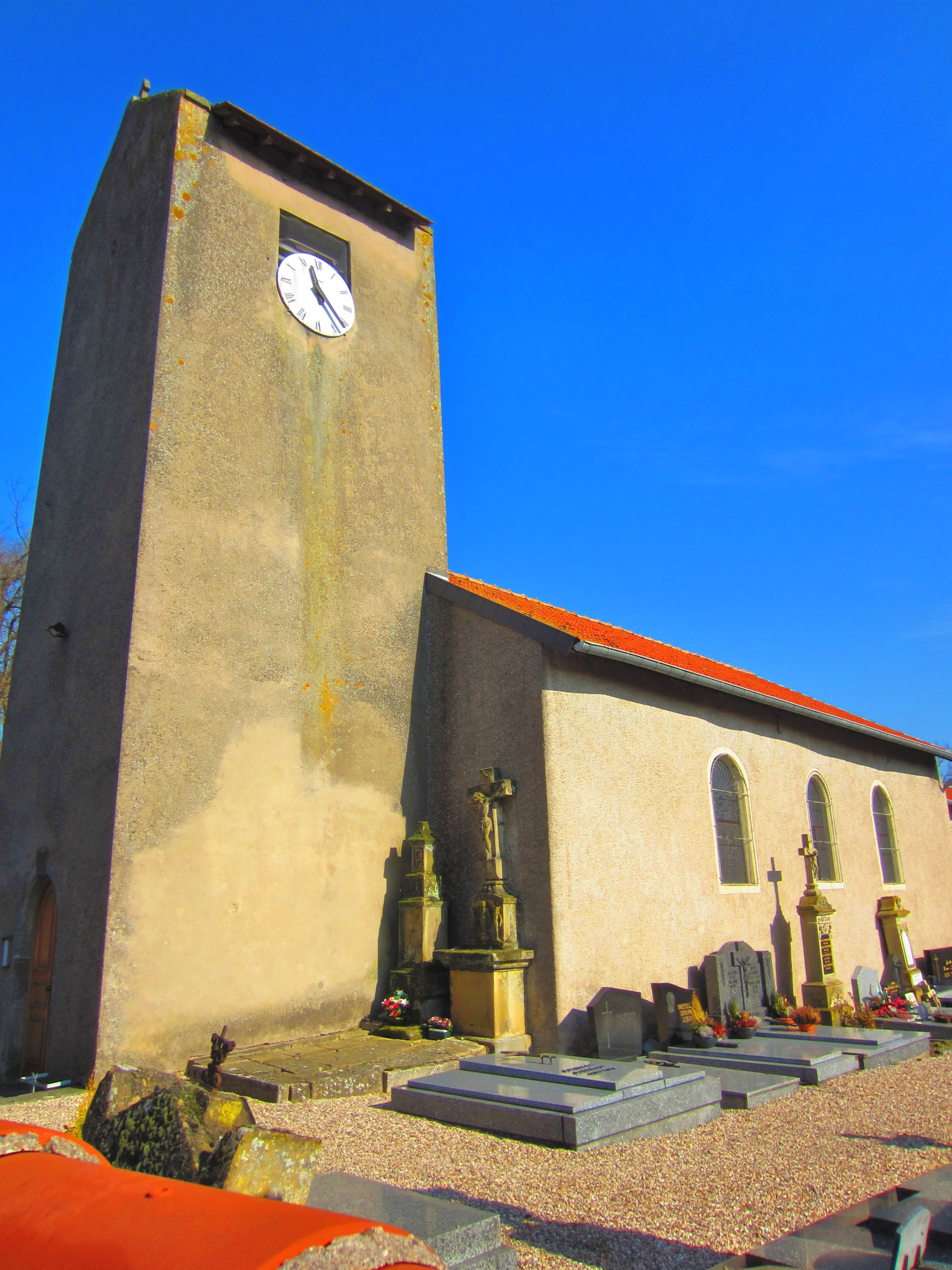
Kirche St. Remigius (Saint-Rémi)

Die Ortschaft gehörte früher zum Herzogtum Lothringen im Heiligen Römischen Reich.
Historische Ortsbezeichnungen sind Fullinga (1181), Fuligny (1245), Vollingia (1299), Fullingam (1302), Fullenges (1420), Fullenga – Fullingen (1544), Filling (1594), Foligny (1662), Ullinge – Ullenge (1681), Filling – Folligni (1688), Foligny (spätes 17. Jh.), Fouligny, Füllingen (1871), Fouligny (1918), Füllingen (2. August 1940), Fouligny (1944). Das Patronat der Kirche St. Remigius wurde um 1270 vom Metzer Bischof Lorenz von Lichtenberg (1270–1279) der Abtei Glandern in Longeville-lès-Saint-Avold (Lubeln) übertragen.
Durch den Frankfurter Frieden vom 10. Mai 1871 kam das Gebiet an das deutsche Reichsland Elsaß-Lothringen, und das Dorf wurde dem Kreis Bolchen im Bezirk Lothringen zugeordnet. Die Dorfbewohner betrieben Getreide-, Obst-, Gemüse- und Tabakbau sowie Viehzucht.
Nach dem Ersten Weltkrieg musste die Region aufgrund der Bestimmungen des Versailler Vertrags 1919 an Frankreich abgetreten werden. Im Zweiten Weltkrieg war die Region von der deutschen Wehrmacht besetzt.

### Bevölkerungsentwicklung
| Jahr      | 1962 | 1968 | 1975 | 1982 | 1990 | 1999 | 2007 | 2019 |
| Einwohner | 137  | 151  | 136  | 177  | 175  | 191  | 201  | 195  |

## Sehenswertes
- Kirche St. Remigius (Saint-Rémi), romanischer, aber gänzlich überarbeiteter Bau mit dicken Umfassungsmauern,  romanischem Turm und spätgotischem quadratischen Chor[2]
- Wassermühle